# Ariela Massotti
Ariela Monique Massotti (Três Passos, 7 de abril de 1985) é uma atriz brasileira.

## Carreira
Em 2004 começou a cursar a Escola de Atores Wolf Maya e, em 2005, estreou na telenovela Bang Bang como a inocente Brenda Lee. Ao término da novela Bang Bang, ela fez uma participação na novela  Malhação e após trasferiu-se para a Rede Record para fazer a novela teen, Alta Estação onde deu vida a protagonista da série, Bárbara. Em 2008, Ariela voltou à Rede Globo na telenovela Ciranda de Pedra, no papel da protagonista Otávia Prado, que tenta a todo custo roubar o namorado da irmã. Ano também em que gravou o curta Renal, de Thiago Aiache. Em 2009 participou da Usina de Atores da Rede Globo. Já no ano de 2010 fez participações no humorístico Zorra Total. Em 2011, Ariela foi convidada a ser a vilã Raquel da nova fase da série juvenil Malhação. Entrou no meio da temporada mas foi tão bem aceita pelos fãs que acabou se tornando um personagem central na trama. Em 2013 gravou o curta O Passageiro, de Eduardo Cantarino, dando vida à Laura.  
Em 2014 voltou para a Rede Record vivendo o papel de Miriã, irmã de Moisés, na novela Os Dez Mandamentos. Em 2016 viveu Laís, uma mulher maldosa, na novela A Terra Prometida também da Rede Record. Em 2018 estreou como autora ao ser creditada como uma das criadoras da sinopse de O Sétimo Guardião.

## Filmografia

### Televisão
| Ano     | Título             | Personagem       | Notas                       |
| ------- | ------------------ | ---------------- | --------------------------- |
| 2005    | Bang Bang          | Brenda Lee       |                             |
| 2006    | Malhação           | Clarinha         | Episódio: "11 de maio"      |
| 2006    | Alta Estação       | Bárbara Carvalho |                             |
| 2008    | Ciranda de Pedra   | Otávia Prado     |                             |
| 2009    | Caminho das Índias | Amiga de Leinha  | Participação Especial       |
| 2010–11 | Malhação           | Raquel Bazin     | Temporada 18                |
| 2015    | Os Dez Mandamentos | Miriã (jovem)    | Episódios: "27–28 de março" |
| 2016    | A Terra Prometida  | Laís             |                             |
| 2017    | Cidade Proibida    | Gladys de Souza  | Episódio: "Caso Lidia"      |

### Cinema
| Ano  | Título                       | Personagem    | Tipo           |
| ---- | ---------------------------- | ------------- | -------------- |
| 2009 | Renal                        | Maya          | Curta-metragem |
| 2013 | O Passageiro                 | Laura         | Curta-metragem |
| 2016 | Visceral                     | Bianca        | Curta-metragem |
| 2016 | Os Dez Mandamentos - O Filme | Miriã (jovem) |                |
| 2022 | Virando a Mesa               | Nicole        |                |

### Como roteirista
| Ano  | Título            | Crédito      |
| ---- | ----------------- | ------------ |
| 2018 | O Sétimo Guardião | Colaboradora |

## Teatro
| Ano  | Título                  | Personagem |
| ---- | ----------------------- | ---------- |
| 2005 | Eles não usam Black Tie | Maria      |
| 2006 | Anjo Negro              | Ana Maria  |
| 2009 | Tecendo Vassalissa      | Vassalissa |
| 2010 | O Diário de Débora      | Débora     |